# カレリア

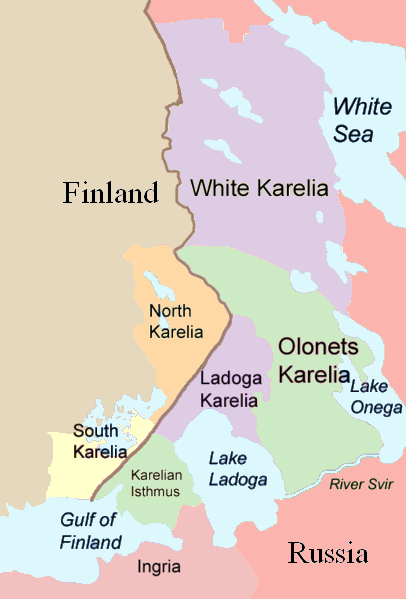
カレリア 国境線西側のフィンランドには北カレリアと南カレリアが広がる。白海、オネガ湖、ラドガ湖、フィンランド湾など水域が多い

カレリア（英語: Karelia）は、フィンランドの南東部からロシアの北西部にかけて広がる森林と湖沼の多い地方の名前である。そこに住む人たちのことをカレリア人と呼ぶ。フィンランド、ロシア、スウェーデンにとって歴史的にも重要な地方である。
カレリアは、カレリア語とフィンランド語ではKarjala（カルヤラ）、ロシア語ではКаре́лия（カリェーリヤ）、スウェーデン語ではKarelen（カレーレン）と呼ぶ。
今日、政治的にはロシア連邦のレニングラード州とカレリア共和国、フィンランドの北カルヤラ県と南カルヤラ県に分割されている。

## 歴史
カレリアは中世以来、ロシア（ルーシ）とスウェーデンの争う場所となり、東方から布教される正教会と西方から布教されるカトリック教会（のちにプロテスタント）がしのぎを削る前線となった（スウェーデン・ノヴゴロド戦争を参照）。13世紀にはスウェーデンとノヴゴロド共和国がカレリアを巡って戦い、1323年にオレシェク（ノーテボリ）で、双方が東西にカレリアを分割するというノーテボリ条約が結ばれた。
全盛期のスウェーデン・バルト帝国は、白カレリア（White Karelia、白海沿岸）、オロネツ・カレリア（Olonets Karelia、ラドガ湖より東方）を除いた地域を支配していた（西カレリア）。一方東カレリアは17世紀前半にモスクワ・ロシアが領有し、最終的にはカレリア全土は18世紀半ばには全てロシア帝国に割譲された。1918年のフィンランド独立により白海カレリア、オロネツ・カレリア、イングリアを除く地域はフィンランドの一部となったが、1939年の冬戦争および1941年の継続戦争によってカレリア地峡（Karelian Isthmus）およびラドガ・カレリア（Ladoga Karelia）はソ連に割譲され、現在に至っている。

## 民族
カレリアはフィンランド人にとっては精神的な故郷ともいわれる。国民的な叙事詩「カレワラ」は19世紀半ばにカレリア各地に残っていたフィン人の伝承や歌謡をもとにエリアス・リョンロートによって編まれたもので、作曲家ジャン・シベリウスの交響詩「フィンランディア」もカレリアの原風景からその着想を得たものだといわれている。なお、シベリウスの作品には、劇付随音楽及びそれから派生した序曲・組曲として「カレリア」を題名に持つ作品もある。
現在ロシア領となっているホワイト・カレリア以北のコラ半島を中心とした地域は、同じウラル語族のサーミ人の歴史的地域でもある。また、現在ロシア領となっているイングリア（Ingria, インゲルマンラント）は、フィン人を構成するフィン・ウゴル族（ウラル語族）の故地でもある。

## 紋章

フィンランドのカレリアの紋章
ロシアのカレリア共和国の紋章